# Ulrika Bidegård
Lena Ulrika Bidegård, född 9 september 1964, är en svensk hoppryttare som nådde vissa framgångar internationellt inom hästhoppning. Hon är också ihågkommen för kidnappningsdramat hon utsattes för 1993. Från november 2017 är hon landslagsledare för Ponny- och childrenryttarna i hoppning.

## Karriären
Bidegård växte upp i Onsala i Kungsbacka kommun. Hon började rida som elvaåring och efter att familjen flyttat till Bryssel fick hon mångårig träning av den belgiske stjärnryttaren Nelson Pessoa, vilket resulterade i hennes internationella karriär. Hon vann flera Grand Prix-tävlingar, deltog i EM och skulle ha startat vid OS i Barcelona 1992, men blev förhindrad för att hennes häst blev skadad.

## Kidnappningen 1993
Den 20 januari 1993 överfölls Bidegård utanför familjens hem i Rhode-Saint-Genèse utanför Bryssel. Kidnapparen rullade in henne i en matta och förde henne till ett gömställe där han höll henne fången i en låda, "stor som en bajamaja", där hon hölls fjättrad under fem dagar, medan kidnapparen försökte pressa en halv miljon dollar av hennes familj. Polisen lyckades dock spåra kidnapparen, bland annat genom att han använt Bidegårds bankomatkort, och stormade gömstället den 25 januari, och Bidegård kunde befrias, medtagen men för övrigt i stort sett oskadd. Kidnapparen visade sig vara en svensk byggnadsarbetare, som utfört arbete i familjen Bidegårds villa, och kände därför till att familjen var förmögen. Kidnapparen dömdes till 15 års fängelse, satt de fyra första åren i Belgien, men överfördes sen till Kumlaanstalten.

## Efterspelet
Den polisman som öppnade lådan där Bidegård satt fången, Tony Soberon, blev senare Bidegårds make. Han flyttade med henne till Sverige och de har två barn tillsammans. Bidegård och Soberon är numera skilda.
Bidegård fortsatte med hästhoppningen ett kort tag efter kidnappningsdramat, med bland annat världscupfinaldeltagande, men lade av som aktiv tävlande ett kort tag senare. Hon är dock fortfarande aktiv inom hästsporten, på sin gård utanför Kungsbacka.